# پیت ولتویزن
پیت ولتویزن (انگلیسی: Piet Velthuizen؛ زادهٔ ۳ نوامبر ۱۹۸۶) بازیکن سابق فوتبال اهل هلند است که در پست دروازه‌بان بازی می‌کرد. او در بازی‌های المپیک تابستانی ۲۰۰۸ شرکت کرد.
وی همچنین در تیم‌های ملی فوتبال زیر ۲۱ سال هلند و هلند بازی کرده‌است.